# Dennis Sciama
Pour les articles homonymes, voir Sciama.
Dennis William Siahou Sciama (18 novembre 1926 – 18 décembre 1999) est un physicien britannique qui, à travers ses propres travaux et ceux de ses étudiants, joua un rôle majeur dans le développement de la physique britannique après la Seconde Guerre mondiale. Il est considéré comme l'un des pères de la cosmologie moderne,. Il était membre de la Royal Society.

## Biographie
Sciama est né à Manchester en Angleterre. Il est d'origine juive égyptienne du côté de son père et d'origine juive égyptienne et juive syrienne du côté de sa mère. Son nom de famille était initialement orthographié "Shama."
Sciama obtient son PhD en 1953 à l'université de Cambridge sous la supervision de Paul Dirac, avec un mémoire sur le principe de Mach et l'inertie. Son travail influence ultérieurement la formulation des théories de la gravitation tenseur-scalaire.
Il enseigne à Cornell, au King's College de Londres, à Harvard et à l'université du Texas à Austin, mais passe l'essentiel de sa carrière à Cambridge (années 1950 et 1960) et à l'université d'Oxford (années 1970 et début des années 1980). En 1983, il déménage d'Oxford à Trieste, devenant professeur d'astrophysique au International School of Advanced Studies (SISSA), et consultant pour le Centre international de physique théorique.
Durant les années 1990, il partage son temps entre Trieste (avec une résidence à Venise) et Oxford, où il est professeur visiteur jusqu'à la fin de sa vie. Son domicile principal reste sa maison à Park Town, Oxford (en).
Sciama s'appuie sur sa connaissance étendue de la physique pour faire des connexions fructueuses entre de nombreux sujets en astronomie et en astrophysique. Il publie sur la radio-astronomie, l'astronomie des rayons X, les quasars, l'anisotropie du fond diffus cosmologique, le milieu interstellaire et intergalactique, la physique des particules et la nature de la matière noire. Ses travaux les plus importants concernent la relativité générale, avec et sans la gravité quantique, et les trous noirs. Il contribua à relancer l'alternative classique relativiste à la relativité générale appelée gravité d'Einstein-Cartan.
Au début de sa carrière, il soutient la théorie de l'état stationnaire de Fred Hoyle et travaille avec Hoyle, Hermann Bondi et Thomas Gold. Quand les preuves contre la théorie de l'état stationnaire, par exemple le fond diffus cosmologique, s'accumulent dans les années 1960, Sciama l'abandonne.
Durant sa retraite, Sciama défend une théorie de la matière noire qui fait presque exclusivement appel à un neutrino lourd, maintenant abandonnée.
De nombreux astrophysiciens et de cosmologistes importants de notre époque préparent leur doctorat sous la supervision de Sciama, dont notamment :
- George F. R. Ellis (1964)
- Stephen Hawking (1966)
- Brandon Carter (1967)
- Martin Rees (1967)
- Gary Gibbons (1973)
- James Binney (1975)
- John D. Barrow (1977)
- David Deutsch
- Adrian Melott (1981)
- Antony Valentini (en)

Sciama influence fortement Roger Penrose, qui dédicace son livre The Road to Reality à la mémoire de Sciama. Le groupe qu'il anime dans les années 1960 à Cambridge (qui comprend Ellis, Hawking, Rees et Carter) exerce une influence durable.
Sciama est élu membre de la Royal Society en 1982. Il est aussi membre honoraire de l'Académie américaine des arts et des sciences, la Société américaine de philosophie et l'Académie des Lyncéens de Rome. Il est président de l'International Society of General Relativity and Gravitation de 1980 à 1984.
En 1959, Sciama épouse Lidia Dina, une anthropologue sociale, avec qui il a deux filles.
Ses travaux à SISSA et à l'université d'Oxford conduisent à la création d'une série de conférences en son honneur, les Dennis Sciama Memorial Lectures. En 2009, l'Institut de cosmologie de l'université de Portsmouth choisit de nommer son nouvel immeuble en son honneur.[citation nécessaire]

## Publications
- 1959. The Unity of the Universe. London: Faber & Faber.
- 1969. The Physical Foundations of General Relativity. New York: Doubleday. Science Study Series. Short (104 pages) and clearly written non-mathematical book on the physical and conceptual foundations of General Relativity. Could be read with profit by physics students before immersing themselves in more technical studies of General Relativity.
- 1971. Modern Cosmology. Cambridge University Press.
- 1993. Modern Cosmology and the Dark Matter Problem. Cambridge University Press.